# 엄수안
엄수안(嚴守安, ? ~ 1298년)은 고려의 문신이다. 본관은 영월(寧越)이다. 벼슬이 부지밀직사사(副知密直司事)에 이르렀다. 시호는 충렬(忠烈)이다.

## 생애
엄수안은 영월군(寧越郡)의 향리(鄕吏)로 키가 크고 담력이 있었다. 국제(國制)에 향리에게 아들 셋이 있으면 아들 하나는 벼슬하는 것이 허락되어서, 엄수안은 관례에 따라 중방서리(重房書吏)로 보임(補任)되었다.
원종 때는 과거에 급제해 도병마녹사(都兵馬錄事)가 되었다.
1268년(원종 9) 4월에 몽골이 개경환도(開京還都)의 지연을 문제 삼아 김준(金俊)을 소환하자 무신정권(武臣政權) 내부에서 겁을 먹고 사신을 살해한 후 바닷섬으로 옮길 것을 모의했으며 왕이 만약 허락하지 않으면 김준을 왕으로 받들겠다고 엄포를 놓았다. 방침이 결정되자 엄수안을 시켜 양부(兩府)에 전달하게 했고, 이를 들은 양부의 재상들은 모두 낯빛이 변하며 감히 말을 하지 못했다. 김충은 그 때 병을 칭탁하고 집에 있다가 엄수안이 와서 전하는 말을 들었다. 김충이 평소에 엄수안을 신임하고 있었기 때문에 그에게 그 결정의 가부를 물어 보았다. 엄수안이, “옛적에 군대가 전투를 한창 벌이고 있을 때도 사신은 그 사이를 왕래했는데, 아무 이유도 없이 천자의 사신을 죽여 버리면 장차 어떤 일이 벌어지겠소? 이것은 스스로를 보전하는 계책이라 할 수 없습니다.” 라고 반대하자 김충이 그렇게 여겨 그 모의를 막았다.
이 해에 임연(林衍)이 김준을 죽이자 김준의 아들 김주(金柱)가 육번도방(六番都房)의 군사들을 모아 그들을 막으려고 하였다. 엄수안이 궁궐 문을 두드리며, “이 자들을 해산시키지 않으면 변란이 일어날까 우려됩니다.”라고 알리자 왕이 즉시 박성대(朴成大) 등을 보내어 김주를 체포했다. 그 공으로 엄수안은 낭장 겸 어사(御史)로 임명되었다가 동경판관(東京判官)으로 나갔다.
1270년(원종 11년) 원종이 몽골에 군대의 파견을 요청해 옛 도읍인 개경으로 수도를 옮기려 하자 임연의 아들 임유무(林惟茂)가 항거할 심산으로 야별초(夜別抄)를 전국으로 파견해 백성들을 설득하여 해도(海島)와 산성(山城)으로 들어가 수비하게 하였다. 별초 아홉 명이 금주(金州)에 오자 엄수안이 안렴사(按廉使) 최유(崔儒)에게, 권신(權臣)의 말에 따라 백성을 함부로 이주시켜서는 안 되는 법이니 별초를 체포해 변란에 대비해야 한다고 건의하자 최유가 그 말을 좇아 별초를 가두었다. 얼마 안 되어 임유무가 처형당하자 그 지역도 평온해졌고, 엄수안은 무신정권을 종식시키는 데 일조하였다. 그 후 삼별초(三別抄)는 진도(珍島)에서 반란을 일으켜 웅거하면서 격문(檄文)을 고을마다 돌리고 백성들을 모두 진도로 들어오게 하였다. 또 별초를 가두는 자에게는 벌을 내리겠다고 떠벌리자 금주의 수령 이주(李柱)는 겁을 내어 달아나 버리고 대신 엄수안이 권지주사(權知州事)가 되어 민심을 진정시켰다.
1271년(원종 12년)에 밀성(密城) 사람 박경순(朴景純) 등이 고을 수령을 죽이고 반란을 일으키자 안렴사(按廉使) 이숙진(李淑眞)이 그 소식을 듣고 금주로 달아났다. 적은 이숙진을 찾다가 잡지 못하고 개국병마사(改國兵馬使)라고 자칭하며 각 고을에 글을 보냈다. 엄수안이 금주 수령 김훤(金晅)과 함께 군사를 거느리고 이숙진을 도와 적을 치려는 작전을 세우자 그 소문을 들은 적들은 괴수의 목을 베어 투항해 왔다.
임기가 만료되자 엄수안은 중랑장으로 임명된 후 거듭 승진해 전법총랑(典法摠郞)이 되었으며 남경부유수(南京副留守)로 나갔다. 마침 왕이 남경(南京)에 행차하자 필요한 물자를 잘 공급했으므로 사람들이 모두 그를 추켰으나 개중에는 백성의 기름을 짜서 임금의 은택을 바란다고 비난하는 자도 있었다.
1285년(충렬왕 11년)에 남경부사(南京副使)로 있으면서 왕이 행차하자 안렴사 최백흥(崔伯興)과 함께 백성들의 재물을 가혹하게 착취해 온갖 사치를 다한 잔치를 열었다. 또한 왕에게 삼각산(三角山) 문수굴(文殊窟)로 행차할 것을 권한 후 길을 새로 닦으니 온 고을이 소란스러웠으나, 왕은 엄수안을 유능하다고 여겨 3품의 품계를 내려주었다. 충청도와 서북면(西北面) 두 도의 지휘사(指揮使)와 서경유수(西京留守)를 역임했는데 가는 곳마다 유능하다고 평판이 났다. 부지밀직사사(副知密直司事)로 치사(致仕)하였으며, 1298년(충렬왕 24년) 9월에 죽었다.

## 아들
아들은 엄찬(嚴贊)·엄정(嚴靖)·엄신(嚴信)이며, 엄찬은 고관 자제로 원나라 조정(朝廷)에 입시(入侍)하였다.